# Phyteuma betonicifolium
Phyteuma betonicifolium är en klockväxtart som beskrevs av Dominique Villars. Phyteuma betonicifolium ingår i släktet rapunkler, och familjen klockväxter.

## Underarter
Arten delas in i följande underarter:
- P. b. betonicifolium
- P. b. scaposum

## Bildgalleri

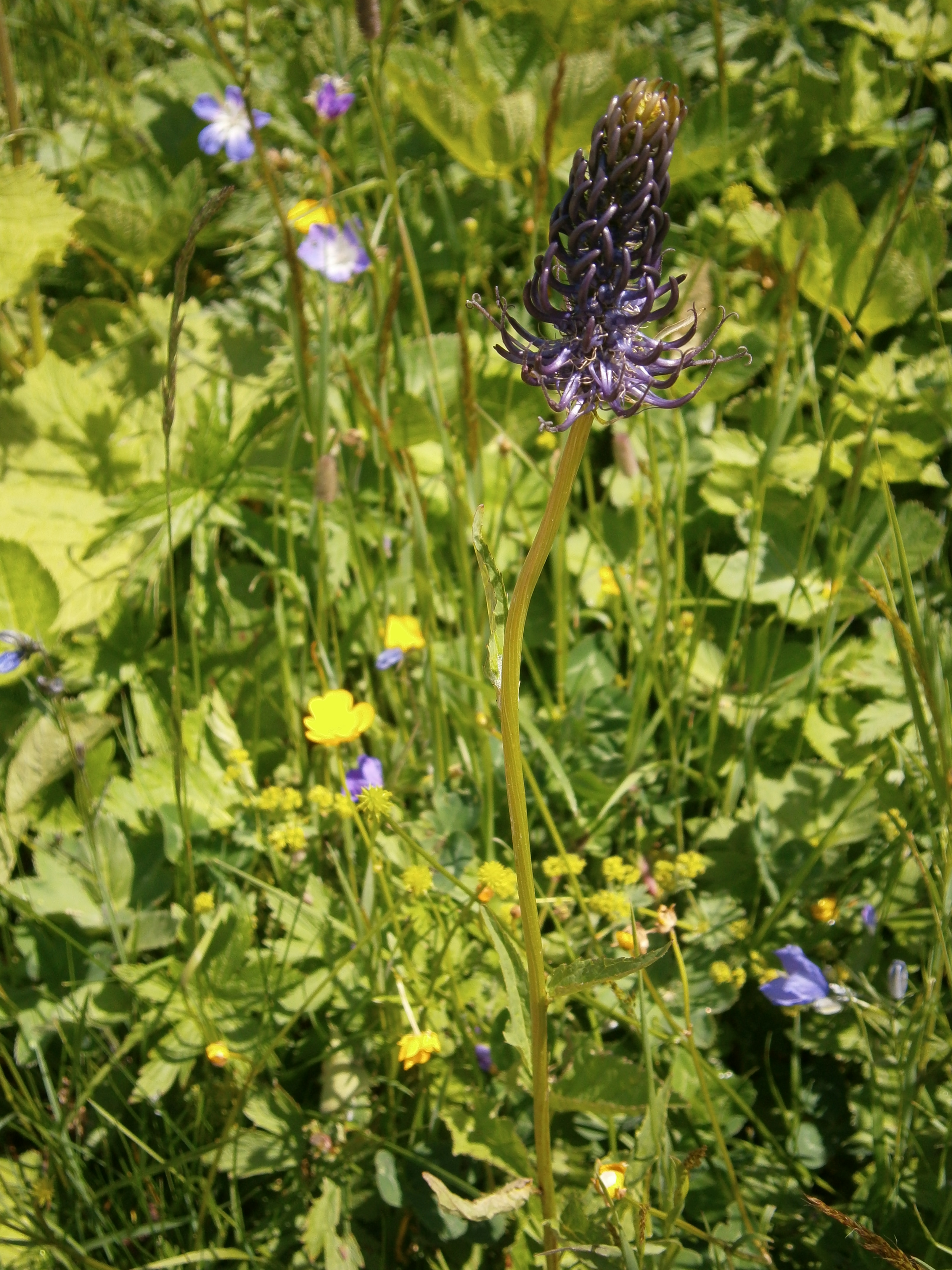
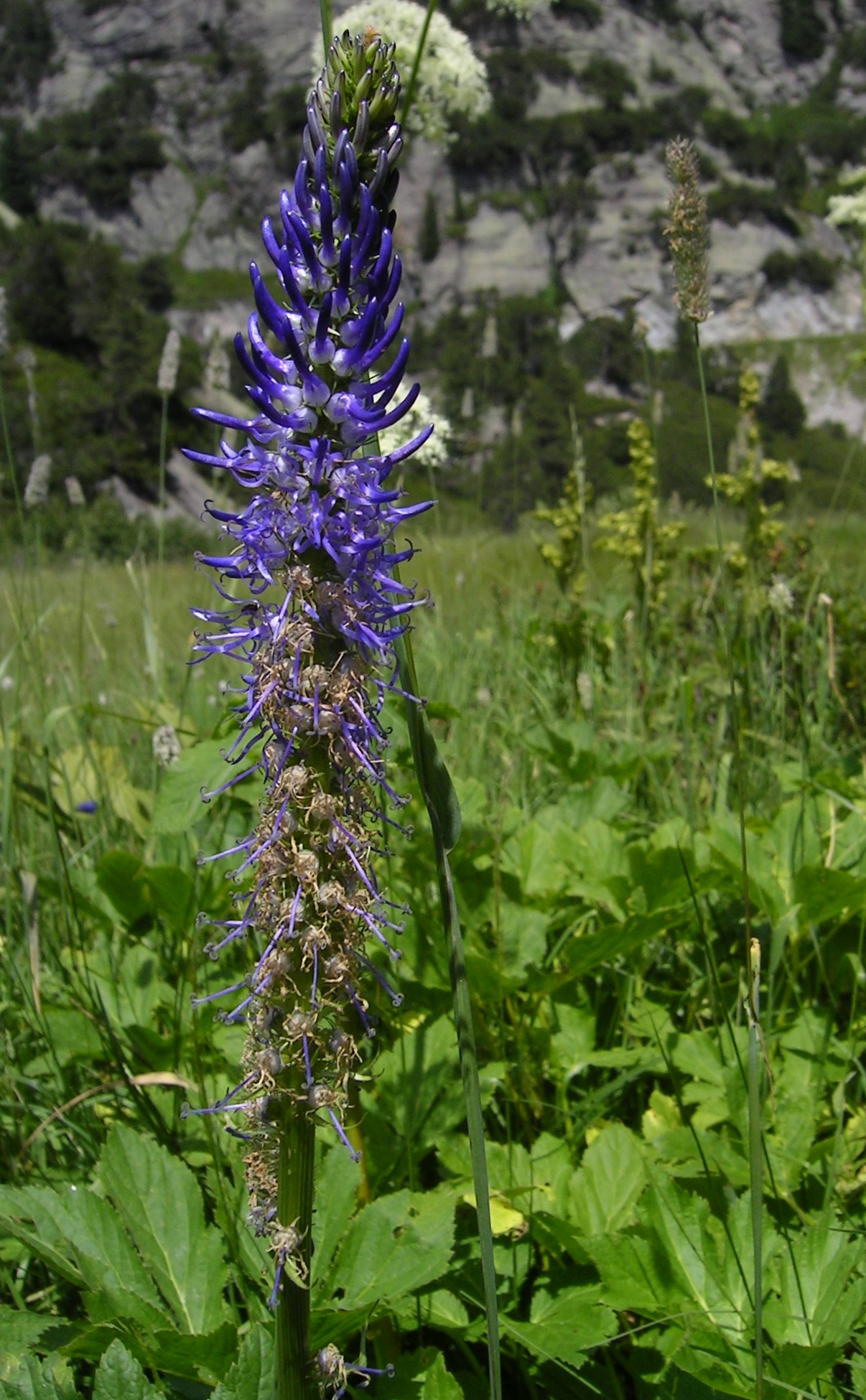
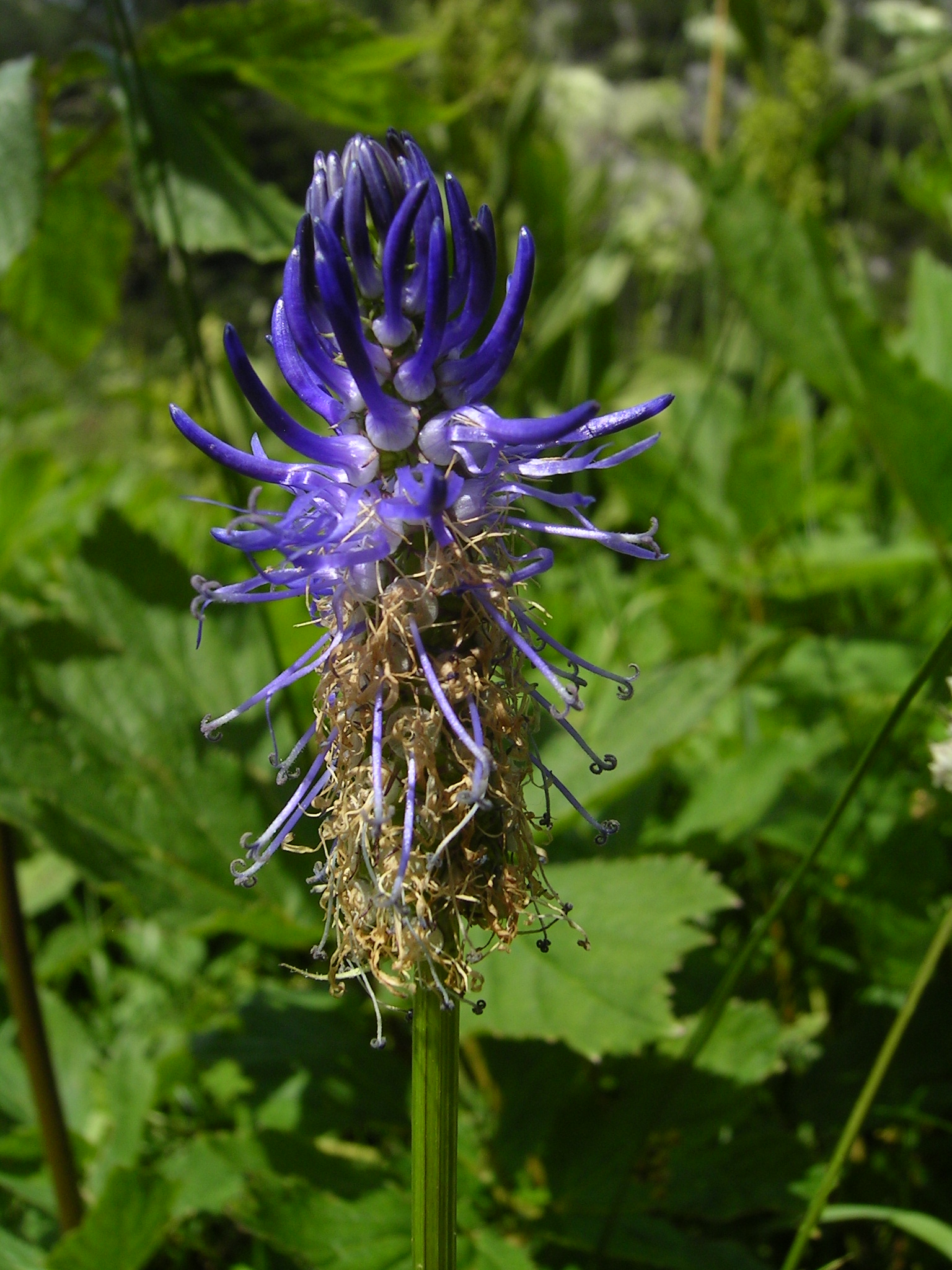
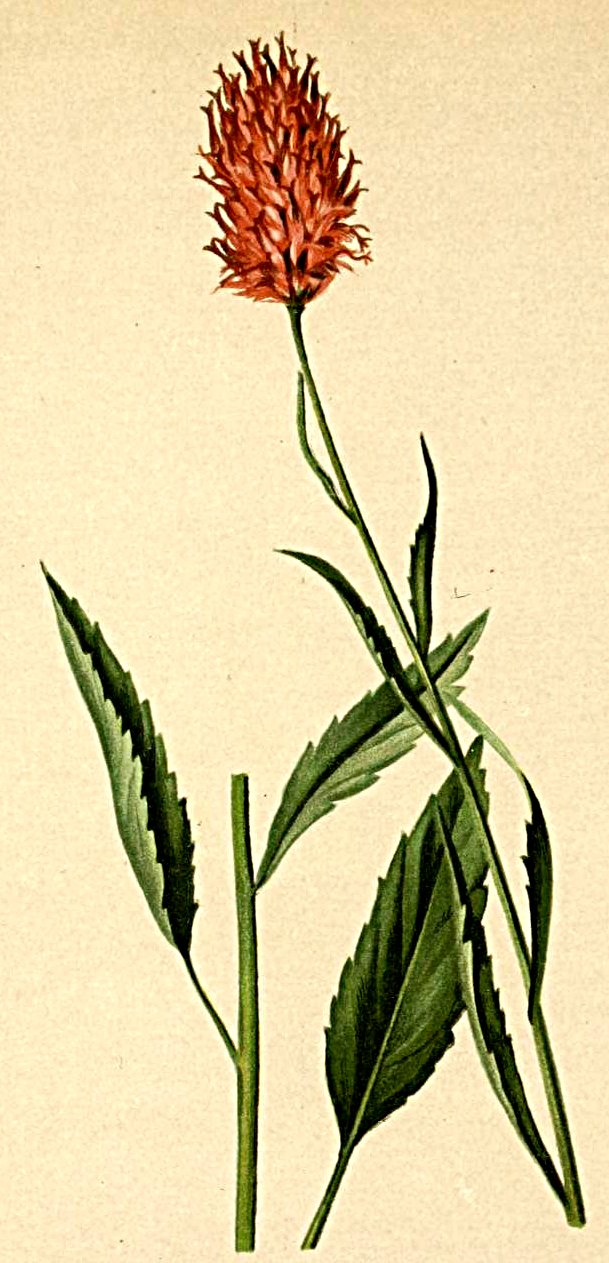